# Unbelievable (canción de Bob Dylan)
«Unvelievable» es una canción del músico estadounidense Bob Dylan publicada en su vigésimo séptimo álbum de estudio, Under the Red Sky, en 1990.
Al igual que la mayor parte de las canciones que conforman Under the Red Sky, "Unbelievable", que fue extraído como sencillo promocional, presenta una estructura sencilla basada en el rock. Líricamente, presenta una menor relevancia con respecto al estereotipo habitual de Dylan, algo que se traslada al conjunto del álbum y que algunos críticos han visto como un gesto infantil para agradar a su hija recién nacida, a la que está dedicado el álbum a través del sobrenombre "Gabby Goo Goo".

## Personal
- Bob Dylan: guitarra acústica, armónica y voz
- Waddy Watchel: guitarra
- Al Kooper: teclados
- Don Was: bajo
- Kenny Aronoff: batería